# Торговец четырёх времён года
«Торговец четырёх времен года» (нем. Händler der vier Jahreszeiten) — кинофильм режиссёра Райнера Вернера Фасбиндера, снятый в 1971 году.

## Сюжет
На экране проходит жизнь обычной немецкой семьи, семьи зеленщика Ханса Эппа: выпивки, бытовое насилие, измены. Однако когда, казалось бы, всё начинает налаживаться, главный герой теряет главное — желание жить.

## В ролях
- Ханс Хиршмюллер — Ханс Эпп
- Ирм Херман — Ирмгард Эпп, жена Ханса
- Ханна Шигулла — Анна Эпп, сестра Ханса
- Андреа Шобер — Рената Эпп, дочь Ханса
- Густи Крайсль — мать Эппов
- Клаус Лёвич — Харри Радек
- Карл Шейдт — Анцель
- Ингрид Кавен — большая любовь Ханса
- Хайде Симон — Хайде, сестра Ханса
- Курт Рааб — Курт, муж Хайде
- Райнер Вернер Фасбиндер — Цукер (эпизод)
- Юрген Прохнов — человек (эпизод)

## Награды и номинации
- 1972 — участие в конкурсной программе Чикагского кинофестиваля.
- 1972 — три премии «Deutscher Filmpreis»: лучший фильм (Райнер Вернер Фасбиндер), лучший актёр (Ханс Хиршмюллер), лучшая актриса (Ирм Херман). Кроме того, лента получила три номинации: лучший актёр второго плана (Клаус Лёвич), лучшая актриса второго плана (Густи Крайсль и Ингрид Кавен).